# Agonocryptus rugifrons
Agonocryptus rugifrons är en stekelart som beskrevs av Gupta 1982. Agonocryptus rugifrons ingår i släktet Agonocryptus och familjen brokparasitsteklar. Inga underarter finns listade i Catalogue of Life.